# Клан Маколей

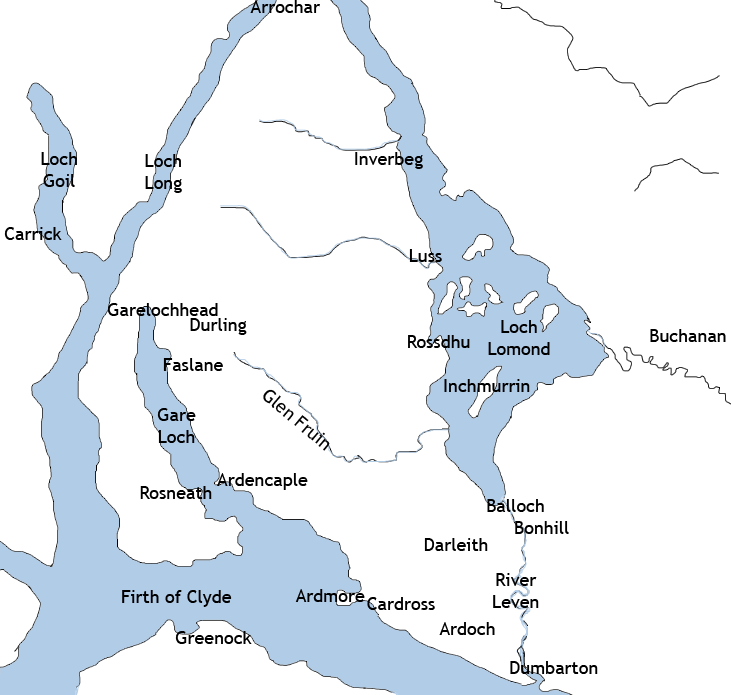
Зона влияния клана Маколей в графстве Леннокс.

Герб вождей клана Маколей

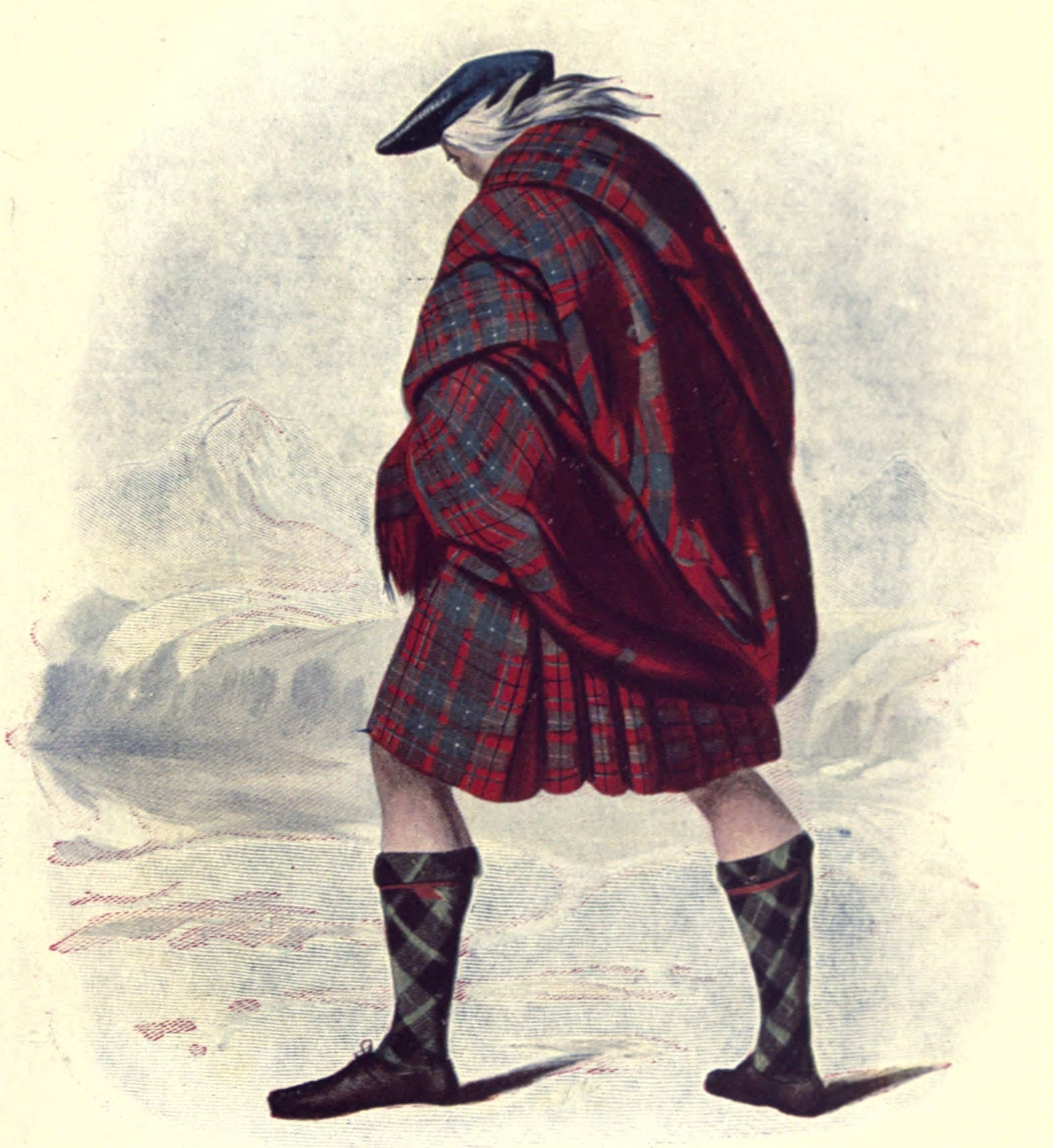
Член клана Маколей в традиционной одежде, портрет художника Маклана, 1845 год

Клан Маколей (гэльск. — Clan MacAulay) — один из кланов горной Шотландии (Хайленда) и один из ирландских кланов. В Шотландии этот клан жил на землях Ардинкейпл (шотл. — Ardincaple). Сейчас живет в маленькой деревне Ру и в поселке Хеленсборо в округе Аргайл-энд-Бьют. Маколей с Ардинкейпла в старые времена жили в графстве Данбартоншир (шотл. — Dunbartonshire) — на границе между горной и равнинной Шотландией. Исторически он рассматривался как клан Хайленда и связывался историками с графством Леннокс, а в более поздние времена с кланом Макгрегор. Традиционно считается одним из семи кланов, что входят в Шол Альпин (гэльск. — Siol Alpin) — потомки Кеннета мак Альпина — короля пиктов. Первые достоверные упоминания о клан Маколей находим в документах XVI века. Клан враждовал и воевал с соседними кланами. В XVII—XVIII веках клан пришел в полный упадок. После смерти Олея Маколея в середине XVIII века клан практически исчез.
С возрождением интереса к шотландских кланов XX века появилась идея возродить клан Маколей. Стремились объединить три разрозненные группы и всех, кто носил фамилию Маколей, и найти потомков вождя клана. В 2002 году был найден потенциальный вождь клана, но на сегодня герольды Шотландии не признали его как вождя клана и поскольку нет признанного вождя, клан считается кланом «оруженосцев».
Есть много разных семей в Шотландии и Ирландии, кто носит фамилию Маколей: Маколей из Льюиса, Маколей из Уиста, Маколей из Оффали (Ирландия), Маколей из Уэстмита (Ирландия), Маколей из Ферманы (Ольстер, Ирландия), Маколей из Гленса (из Антрима, Ирландия).

## История клана Маколей

### Происхождение
Клан Маколей из Ардинкейпла вначале жил в землях Данбартоншира, который контролировался мормэром (графом) Ленноксом. На гэльском языке титул мормэр назывался Амлайб (гэльск. — Amhlaíbh). Считается, что от этого слова и происходит название клана Маколей — то есть «сыны мормэра». Одним из таких мормэров был младший сын Элвина II, графа Леннокса. Также в те времена поэт Муйредах Альбанах О Далайг (гэльск. — Muireadhach Albanach Ó Dálaigh) назвал владение Муйредаха Леннокса Ард нан Эх (гэльск. — Ard nan Each) — Возвышенность Лошадей. Амлайб и его потомки были владыками земли Фаслейн и широкой полосой земли возле озера Гэр-Лох. Топоним Ардинкейпл очевидно происходит от гэльского Ард нан Эх. В свое время Мауган записал такую легенду: в местности Фаслейн на холме Кнок-на-Куллах (гэльск. — Cnoch-па-Cullah) рос дуб. Когда петух пропоет под ветвями этого дуба, клан Маколей погибнет.
Фактически происхождение клана Маколей остается неизвестным. Первые известные вожди клана Маколей были лэрдами Ардинкейпла. В 1296 году вожди шотландских кланов подписали присягу на верность английскому королю Эдуарду I Длинноногому. Список этих вождей был занесен в рукопись «Рагманские свитки». Там встречается имя Мориса де Арнкейпла. Александр Нисбет считает, что это вождь клана Маколей.
Люди с фамилией Ардинкейпл встречаются в средневековых шотландских хрониках. Йоганнес Ардинкейпл встречается в документах графа Леннокса за 1364 год. Артур де Ардинкейпл получил грамоту от графа Доннхада Леннокса в 1390 году. В 1489 году Роберту Ардинкейплу были предоставлены документы относительно замка Дамбартон. В 1513 году Олей Арнгапилл упоминается в документах.

### XV—XVI века

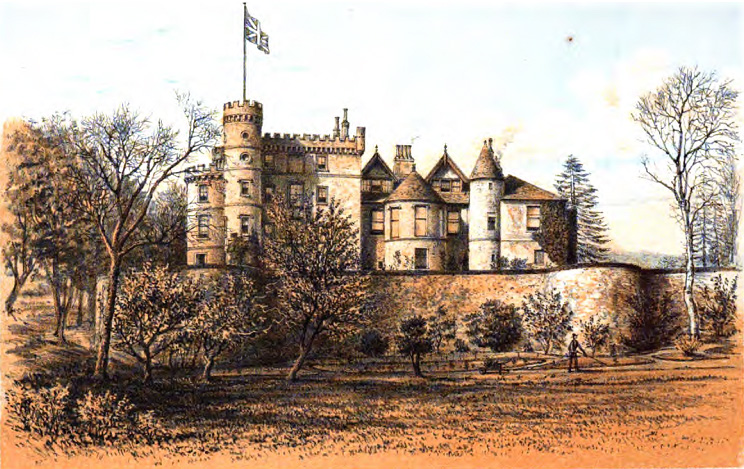
Замок Ардинкейпл, историческая резиденция вождей клана Маколей

В XV—XVI веках в Дамбартоншире кланы Макфарлан, Маколей, Колкахун совершали нападения на земли друг друга и грабили, угоняли скот. Другие кланы — Макгрегор, Кэмпбелл и Камерон тоже начали осуществлять нападения на эти территории с целью грабежа. В июле 1567 года Мария Стюарт была вынуждена отречься от трона в пользу своего малолетнего сына. Уолтер Маколей из Ардинкейпла был одним из защитников малолетнего принца. Лэрд Маколей Ардинкейпл в 1587 году был главным вассалом графа Леннокса. В 1594 году клан Макколей записан в список разбитых кланов.
В течение XVI века длилась вражда и война клана Маколей с кланами Бьюкенен (гэльск. — Buchanan) и Гэлбрейт (гэльск. — Galbraith). 1 августа 1590 года Уолтер Маколей — сын Аллана Маколей из Дарлинга был убит на дороге Дамбартон в схватке с людьми клана Бьюкенен, которых возглавлял Томас Бьюкенен, шериф Дамбартона. В этой схватке также были тяжело ранены брат Уолтера — Дункан Маколей, Джон Ду Макгрегор, Джеймс Колхаун, Миллер, Макгиббон и еще некоторые люди из клана Маколей. Клан Маколей подал жалобу в суд, но обвиняемые не явились в суд и были названы «мятежниками». 6 октября 1590 года Томас Бьюкенен из Блэрлуска, Джон Бьюкенен, его сын Джон Бьюкенен Бургесс из Дамбартона и другие были официально обвинены в убийстве Уолтера Маколея и им было приказано явиться на суд в Эдинбург. Но дело было отложено по причине неявки обвиняемых.
Весной 1593 года Роберт Гэлбрейт — лэрд Калкруча получил разрешение «огнем и мечом» уничтожать мятежные кланы, включая клан Макгрегор. Кланы Маколей и Колкахун подозревали, что клан Гэлбрейт на самом деле будет уничтожать не клан Макгрегор (с которым клан Маколей имел на то время дружеские отношения), а их. Вожди кланов пожаловались в Тайный совет Шотландии. Под влиянием герцога Леннокса письмо-разрешение «огнем и мечом» было отобрано у кланов Гэлбрейт и Бьюкенен.
В XVI веке клан Макгрегор постоянно конфликтовал с другими шотландскими кланами и как результат этого клан Макгрегор был объявлен вне закона. Для того, чтобы выйти из этой ситуации и укрепить свои позиции, клан Макгрегор заключал союзы с другими кланами, которые имели общую родословную с кланом Макгрегор. Один из таких союзов был заключен 6 июля 1571 года между Макгрегором и Лахлином Маккинноном из Стратардилла. Еще один альянс был заключен через 20 лет — 27 мая 1591 года с кланом Маколей. Эта официальная сделка, которая вошла в историю как Бонд Манрент (шотл. — Bond Manrent) была заключена между Олеем Маколеем из Ардинкейпла и Аласдиром Макгрегором из Гленстре. Их союз был подкреплен данью скотом, что было обычной практикой в то время.
Арчибальд Кэмпбелл, 7-й граф (эрл) Аргайла, начал войну против клана Маколей. Лейтенанты Аргайла — Дункан Кэмпбелл, капитан Каррика, и Нил Кэмпбелл из Лохгойлхеда, совершили рейды на земли Ардинкейпла и пытались убить вождя клана Маколей. Кэмпбелл из Каррика укрепился в замке Каррик на берегу озера Лох-Хойл в Ардинкейпле. Вышеупомянутые лидеры захватили ряд земель клана Маколей. Однако Тайный Совет Шотландии 17 мая 1600 года приговорила Кембелла из Каррика и Кэмпбелла из Дронги как мятежников.

### После 1600 года
После событий в Глен-Фруйн — стычек кланов Макгрегор и Колхаун в 1603 году Западный Дамбартоншир постепенно становился мирным. Клан Макгрегор прекратил свое существование как отдельный клан и как союзник и защитник кланов Маколей, Макфарлейн и Бьюкенен. Земли этих кланов постепенно начали захватывать другие кланы. В 1614 году Ангус Ог Макдональд из Данивейга захватил замок Данивейг, который был во владениях епископа Островов. Сэр Олей Маколей из Ардинкейпла (ум. 1617) со своими людьми в сопровождении епископа требовал вернуть замок.
26 марта 1639 года ковенантеры захватили замок Дамбартон, чтобы предотвратить захват этих земель роялистами в случае их вторжения из Ирландии. Граф Аргайл поручил защищать замок Уолтеру Маколею — лэрду Ардинкейпла. В 1648 году был создан церковный приход Ру (гэльск. — Row, Rhu). Приход был создан по инициативе Олея Маколея — лэрда Ардинкейпла, который хотел отделить эти земли от прихода Роснет (гэльск. — Rosneath), который находился на противоположной стороне озера Гэр-Лох. Через год он построил первую приходскую церковь, упорядочил землю вокруг церкви и посадил сад для пастора.
«Славная революция» 1688 года свергла власть короля Англии и Шотландии Якова II Стюарта, симпатизировавшего католикам, и привела к власти нового короля Вильгельма III Оранского. Большинство англичан приняли короля Вильгельма III, но якобиты Ирландии и Шотландии восстали против него и выступили на стороне свергнутого короля Якова. В 1689 году граф Аргайл собрал полк численностью 600 человек и поставил его под знамёна короля Вильгельма. Полк состоял из 10 отрядов по 60 человек в каждом. Вильгельм и его супруга Мария были коронованы как король и королева Шотландии под именами Вильгельм II и Мария II 5 ноября 1689 года. В 1690 году отряд Арддинкейпла был под командованием капитана Арчибальда Маколея из Ардинкейпла, лейтенанта Джона Линдси, прапорщика Роберта Маколея Аншента. Позднее, в 1694 году, младший брат Арчибальда, Роберт стал капитаном пехотного полка графства Аргайл. После «Славной революции» долгое время господствовало опасение, что сторонники бывшего короля — якобиты организуют вторжение в Дамбартоншир. Местные приходы должны были быть наготове мобилизовать людей на войну. В 1693 году приходы были обязаны выставить: Килмарнок — 50 человек и 10 пушек, Глениглс — 74 мужчины, вооруженных мечами, Ласс — 70 вооруженных человек, Кардросс — 130 вооруженных мужчин, Ру — 80 человек и 56 единиц огнестрельного оружия. Приходы выбирали своих представителей для командования ополчением. Командиром ополчения графства был избран лейтенант Маколей из Ардинкейпла.
В начале XVIII века клан Маколей расселился на землях Кейтнесса и Сазерленда.

### Клан Маколей в Ирландии
В начале XVII века клан Маколей был привлечен к колонизации Ирландии. Несколько семей клана Маколей были переселены в Ольстере в Портлоу (ирл. — Portlough) в баронстве Рафоу (ирл. — Raphoe), в графство Донегол. Клану Маколей было выделено 12 000 акров земель. В 1610 году Людовик Стюарт, 2-й герцог Леннокс, выделил клану Маколей 3 000 акров земли. Были и другие земельные участки: 1000 акров было подарено джентльмену Александру Маколею из Дарлинга. Король назначил уполномоченных для проверки помещиков — как они ведут и развивают хозяйство. В июле 1611 года была осуществлена инспекция земель Портлоу. В докладе, в частности, говорится: «…Александр Маколей из Дарлинга, ничего не сделал на полученных им 1000 акрах». В 1619 году в аналогичном докладе отмечается: «…1000 акров Александра Маколея: каменный дом, хозяйство, два свободных владельца, 9 арендаторов, способны выставить 30 человек с оружием». Позже Александр Маколей продал свой земельный участок Александру Стюарту. По словам Хилла, Александр Стюарт был предком Стюартов, маркизов Лондондерри.
Еще одна ветвь клана Маколей поселилась в графстве Антрим и владела недвижимостью в Гленарме, пока эта собственность не перешла к людям из клана Макдугалл в 1758 году.

### Ирландский клан Маколей
Кроме шотландского клана Маколей, существует еще ирландский клан Маколей с септами Мак Амлайб (ирл. — Mac Amhlaoibh) и Мак Амлгайд (ирл. — Mac Amhalghaidh). Септ Мак Амлгайд происходит из графств Оффали и Уэстмита. Септ получил свое название от древнего ирландского клана Амалгайд (ирл. — Amhalgaidh). Септ считается сугубо ирландским и ведет свое происхождение от верховного короля Ирландии Нила Девяти Заложников. Вожди септа записаны в ирландских летописях как «вожди Карле», а их земли были известны с XVI века как «страна МакГоули» (ирл. — MacGawley).
Септ Мак Амлайб происходит из графства Фермана в Ольстере, свое название получил от ирландского имени Амлайб (ирл. — Amhlaoibh), который происходит от скандинавского Олафа (норв. — Áleifr). Септ ведет свое происхождение от Амлайба (ирл. — Amlaíb) (умер в 1306 году) — младшего сына короля маленького вассального королевства в нынешнем графстве Фермана — Донна Ога Магуайра (1286—1302). Септ оставил свой след в названии баронства Кланаули (ирл. — Clanawley) в графстве Фермана.
Септ Мак Амлайб из графства Корк является ветвью клана Маккарти. Сегодня много людей септа известные как Маколиффи (ирл. — MacAuliffe). Вожди септа жили в замке Маколиффи, которая находилась в Ньюмаркете, графство Корк. Земля септа была описана в 1612 году как земля «клана Олиффи».
Септ Маколей из Гленса шотландского происхождения. Жили в Гленсе, графство Антрим. Были союзниками клана Макдонелл в XVI веке. Клан Макдонелл захватил земли Кланнбой, кланы Маколей, Макгилл и Макалистер заняли северо-восточное побережье графства Антрим. На равнине Бун-на-Майрги около Балликасла, клан Макдонелл во главе с Сорли Макдонеллом сражался с кланом Макквиллан. Перед битвой клан Макквиллан обратился за помощью к кланам О’Нейлл, Маколей, Макфойл. Но кланы Маколей и Макфойл на два дня опоздали, а когда пришли, то были только зрителями битвы, которая достигла своей кульминации. Сорли Макдонелл поехал к клану Маколей и МакФойл и убедил их присоединиться к нему. Тогда объединенные силы заставили войско клана Макквиллан отойти к берегу реки Аура, где клан Макквиллан был разбит, а его вождь убит. Битва вошла в историю как битва при Ауре. Праздник победителей длился несколько дней после битвы, на горе Тростан был составлен тур, который называется Кослин Сорли Бой.

### Клан Маколей в литературе
Легенда о клан Маколей появляется в 1819 году в романе Вальтера Скотта — Легенда о Монтрозе — о Джеймсе Грэме, 5-м графе Монтрозе, и его военной компании против ковенантеров в 1644 году. Один из главных персонажей легенды — Аллан Маколей — командир армии маркиза Монтроза и его младший брат Ангус, вождь клана Маколей. В романе Аллан Маколей ссорится с кланом Макигс, известным как «Дети тумана». Исторически термин «Дети тумана» касается линии клана Макгрегор, которая была лишена наследства в 16 веке. Характер Аллана Маколея был описан с исторического Джеймса Стюарта из Ардворлиха, которого еще называли «Безумный майор».

## Септы клана
Септы (Septs) и варианты фамилий: Aulay, MacAll, MacAlley, MacAulay, MacAuley, McAuley, MacAully, MacCall, McCallie, McCauley, MacKail, MacKell, MacPhedran, MacPhedron, MacPheidran, Paterson, Patterson.